# بخش گلدشت
بخش گلدشت یکی از بخش‌های شهرستان گمیشان در استان گلستان ایران است.

## جمعیت
براساس سرشماری مرکز آمار ایران در سال ۱۳۹۰، جمعیت بخش گلدشت ۳۰۹۰۰ نفر بوده‌است.

## تقسیمات کشوری
بخش گلدشت از دو دهستان تشکیل شده‌است:
- دهستان قزل آلان
- دهستان جعفربای شرقی

شهرها:سیمین شهر